# KAZUYA (俳優)
KAZUYA（かずや、1996年11月1日 - ）は、日本の俳優、アイドルである。愛知県出身。ダンス&ボーカルユニットのFLSのメンバー。都内のライブハウスを中心に活躍中。前身のグループはVIRAL。

## 活動
2016年4月、ONE PIECE LIVE ATTRACTION "2"でサンジ役でデビューするが、実は初公演の前日に自主練中に肉離れを起こす大怪我を負う。医者からは止められたが痛み止めとテーピングで大役の初日を演じきる。同期キャストには前田隆太朗などが出演。2018年10月、俳優引退を宣言。
2019年4月、丸目聖人プロデュースのダンス&ボーカルグループVIRALとして再デビュー。当時のメンバーカラーはピンク。当時のグループメンバーは丸目聖人（脱退）西山将太、前泊崇文、飯田浩英、近藤祐哉（途中加入）2020年1月、VIRAL解散。
2020年2月、ダンスボーカルグループ・FEARLESSに、SUMIYA、RAiKIとともに新規メンバーとして加入。9月、FEARLESSが所属事務所を離脱、グループ名をFLSに変更。12月、グラブルフェス2020のオフィシャルキャストの1人に抜擢。

## 人物
- 身長183cm、A型、左利き
- 愛称は、かずや、ちのなど。
- 特技は小学校から高校まで続けていた野球とアクション。アクションは現在活動中のグループの振り付けなどにも使われている。
- 好きな食べ物は栗、しゃぶしゃぶ。苦手な食べ物はあえて言うならかぼちゃ。
- 計算や勉強などは苦手で、漢字を読むのが苦手である。そのためファンからはふりがな付きのファンレターが送られる。
- 口コミ（クチコミ）をロコミと読み上げる、AEDをLEDと間違えるなど、数々の伝説を生み出す。
- 視力がとてもよく、高校時代、カンニングを行いテストでクラス２位になったことがある。もちろん隣の席の生徒がクラス1位。
- 姉が2人いる。末っ子長男。
- Twitterやブログなどでは挨拶でおつかれちゃんをよく使う。

## 主な出演

### 映画
- 『薔薇とチューリップ』（2019年1月21日公開、監督：野口照夫）

### テレビドラマ
- 日本テレビ『PRINCE OF LEGEND』（2018年10月 - 12月） - ロイヤルフェニックス学園在学学生 役

### 舞台
- ONE PIECE LIVE ATTRACTION "2"（2016年4月23日 - 2017年4月9日・東京ワンピースタワー） - サンジ 役
- グラブルフェス2020 （2020年12月12日 - 13日） - ベリアル 役

### イベント
- Departure 〜いつまでも仲間〜（2017年4月16日）
- 西村村 west village believe 第一章 第1部 - 第3部（2018年10月7日）
- ぴー誕祭&ぴリスマス会（2019年12月21日）
- 第24回 沖直実のいい男祭り（2020年3月15日）

### ラジオ
- 渋谷のラジオ『ひうら姉妹の渋谷のラジオの学校』（2017年3月） - ゲスト
- 渋谷クロスFM『VIRALのヤバいらるラジオ』（2019年5月 - 12月 全14回） - レギュラー